# Nadia Werba
Nadia Werba (París, 1926) es una artista polifacética francesa que ejerció como pintora abstracta, escultora, directora y guionista de cine. Nadia Louise Jerusalmi es su nombre real, pero adoptó el apellido del marido, Hank Werba. 

## Trayectoria
Nadia nació en París en 1926, en el seno de una familia judía que huyó de Europa en 1933 ante el peligro que representaba el avance del nazismo; la familia se estableció en Argentina, donde ella cursó Filosofía y Letras en la Universidad de Buenos Aires y entró en contacto con el arte. En 1950, tras la Segunda Guerra Mundial, volvió a París, donde conoció a Hank Werba, con quien se casó.  
Continuó su formación en la universidad de la Sorbona, sobre literatura francesa y pintura, con profesores como Fernand Léger y André Lhote. En 1951, se trasladó con su pareja a Roma y empezó a exponer en algunas galerías de arte. Cinco años más tarde, se mudaron a Madrid donde su marido fue corresponsal para la revista Variety. En los 12 años que vivió en esa ciudad, Nadia se unió a un grupo de expresionistas españoles y participó en varias exposiciones. Su obra representó a España en la Feria Internacional de Nueva York en 1963 y en la Bienal de Venecia en 1964.
Paralelamente, se adentró en le mundo del cine. Gracias al trabajo como periodista de su pareja en España vivió en primera línea rodajes de las superproducciones del productor de Hollywood Samuel Bronston en la península ibérica. Asistió a cursos de cámara de cine. Coincidiendo con el rodaje en Soria de Doctor Zhivago, dirigió y también firmó el guion de su primer cortometraje, San Juan del toro (1965), sobre la tradicional fiesta taurina soriana. Obtuvo un mención especial en el Festival de Cine en Color de Barcelona.
También en España rodó Maestros del duende (1966) sobre flamenco, corto con el que competiría en el Festival de Berlín de 1966. Después, Unos chicos, unas chicas (1966), sobre los jóvenes madrileños y la música pop, y Catch (1967), en torno a la lucha libre. Entre sus colaboradores, Jesús García de Dueñas, Pedro Olea o Teo Escamilla 
En 1967 se trasladó a vivir a Roma con su familia donde asistió a la Escuela de Arte de San Giacomo estudiando técnica mural y cerámica. En Italia dirigió el cortometraje Piero Gherardi, sobre el diseñador de vestuario de La Dolce Vita, con el que ganó la Concha de Oro al mejor corto en el Festival de San Sebastián.  También trabajó con Joseph Losey, William Wyler y Joseph Mankiewicz, estudió la filmografía de Roberto Rossellini o el uso del color en el cine de Nicholas Ray. 
En los años ochenta saltó a la ficción con las películas My Mother, My Daughter y Eva’s Dreams. Enviudó en 1993.
Hay obras suyas entre otros, en el Museo Reina Sofía en Madrid, en el Museo de Arte Contemporáneo de Barcelona y el Museo de Bellas Artes de Ixeles de Bruselas . 
El 8 de marzo de 2024, se presentó en el Festival de Málaga el trabajo de restauración de sus cuatro cortometrajes rodados en España entre 1965 y 1967, con la asistencia de su hijo Marco, compositor de música para cine, y su nieta Gila. Además, se proyectó un vídeo documental sobre la aportación de Nadia al cine español de los 60, producido por CIMA, Asociación de mujeres cineastas y de medios audiovisuales,en el que colaboraron la propia cineasta, y sus hijos. 

## Películas
- 1965: San Juan el Toro (Cortometraje documental)
- 1966: Maestros del duende (Cortometraje documental)
- 1966: Unos chicos, unas chicas (Cortometraje documental)
- 1967: Catch (Cortometraje documental)
- 1967: Piero Gerardi (Cortometraje documental)
- 1981: My Mother, My Daughter. (Largometraje)
- 1982: Eva´s Dreams. (Largometraje)

## Premios y reconocimientos
Festival Internacional de Cine de San Sebastián
| Año  | Categoría                           | Película       | Resultado |
| ---- | ----------------------------------- | -------------- | --------- |
| 1967 | Concha de Oro al mejor cortometraje | Piero Gherardi | Ganadora  |